# Linnémuseet
Linnémuseet är ett svenskt personhistoriskt museum i Uppsala uppkallad efter Carl von Linné. Linnémuseet drivs av den ideella föreningen Svenska Linnésällskapet. Museet är öppet för allmänheten mellan maj och september.

## Historik
Linnémuseet är inrättat i en fastighet vid Svartbäcksgatan i Linnéträdgården i Uppsala, vilken varit tjänstebostad för anställda vid Uppsala universitet från slutet av 1600-talet fram till 1934, med universitetets director musices Hugo Alfvén som siste hyresgäst. Huset uppfördes efter ritningar av Olof Rudbeck d.ä. 1693 som prefektbostad för trädgårdens föreståndare. 
Byggnaden var efter upprustning tjänstebostad för Carl von Linné och familj mellan 1743 och 1778. Om somrarna bodde familjen von Linné på sin egen gård som idag kallas Linnés Hammarby, belägen i Danmarks socken. Efter Carl von Linnés död 1778 beboddes Hammarby av familjen året runt.

## Museet
Huset inrättades som museum för Linnés familjeliv och hans vetenskapliga gärning och invigdes den 30 maj 1937 under högtidliga former av prins Eugen. I museet visas familjen Linnés möbler, husgeråd, textilier och konst, bland annat Carl von Linnés medicinskåp, sekretär, insektsskåp och herbarieskåp.

## Bilder

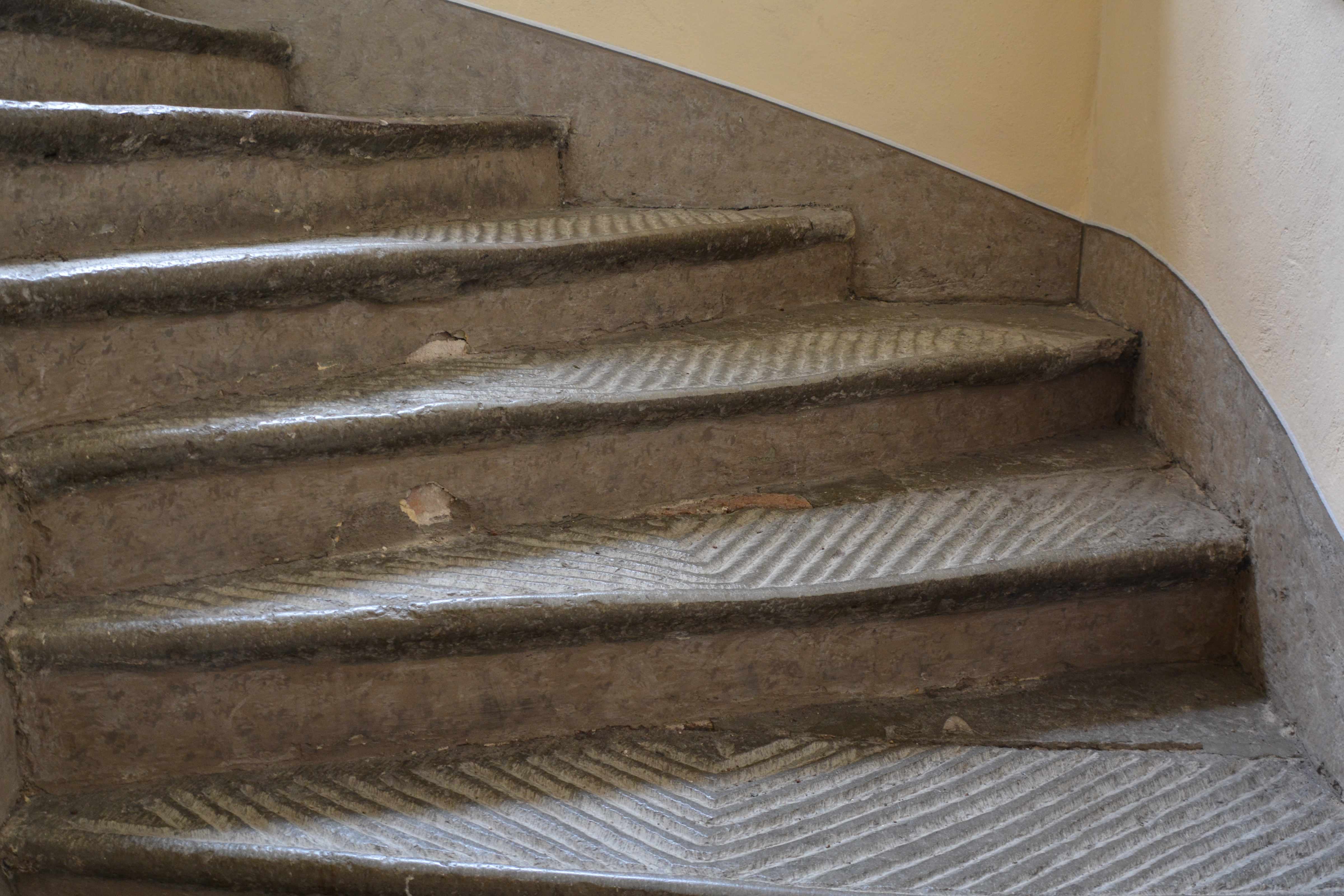
Kalkstensstrappan mellan våningarna
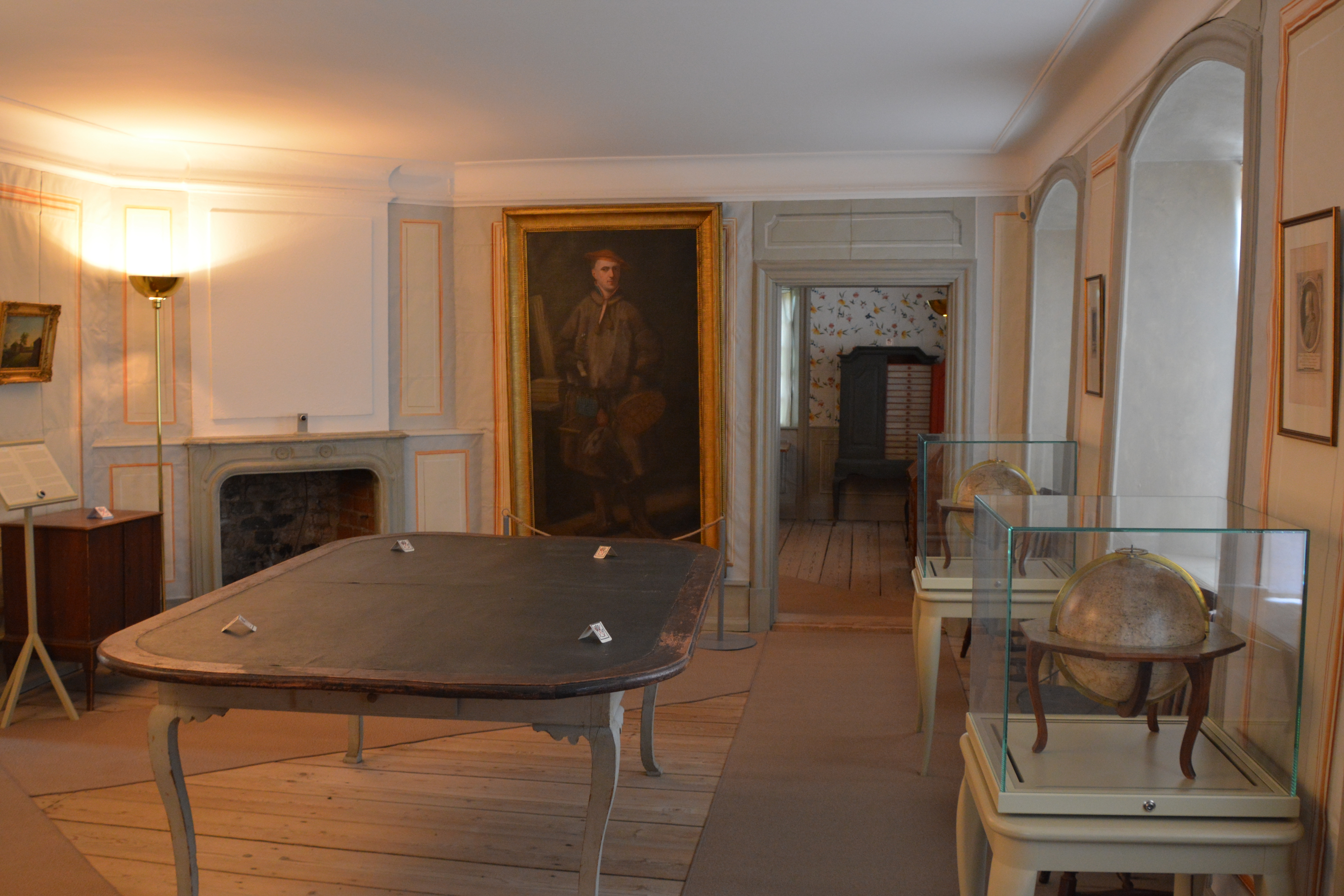
Salen, en trappa upp
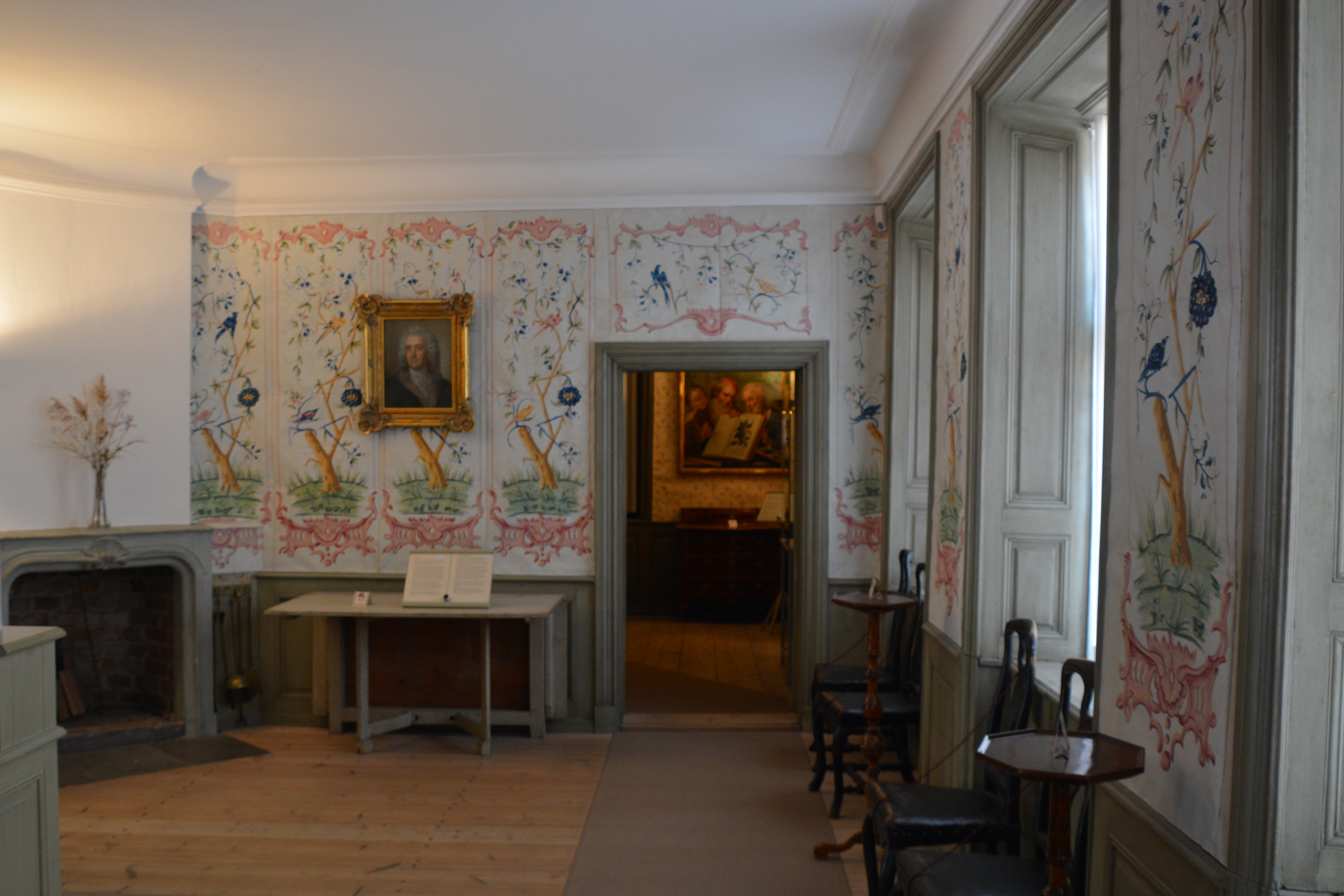
Salen, en trappa upp
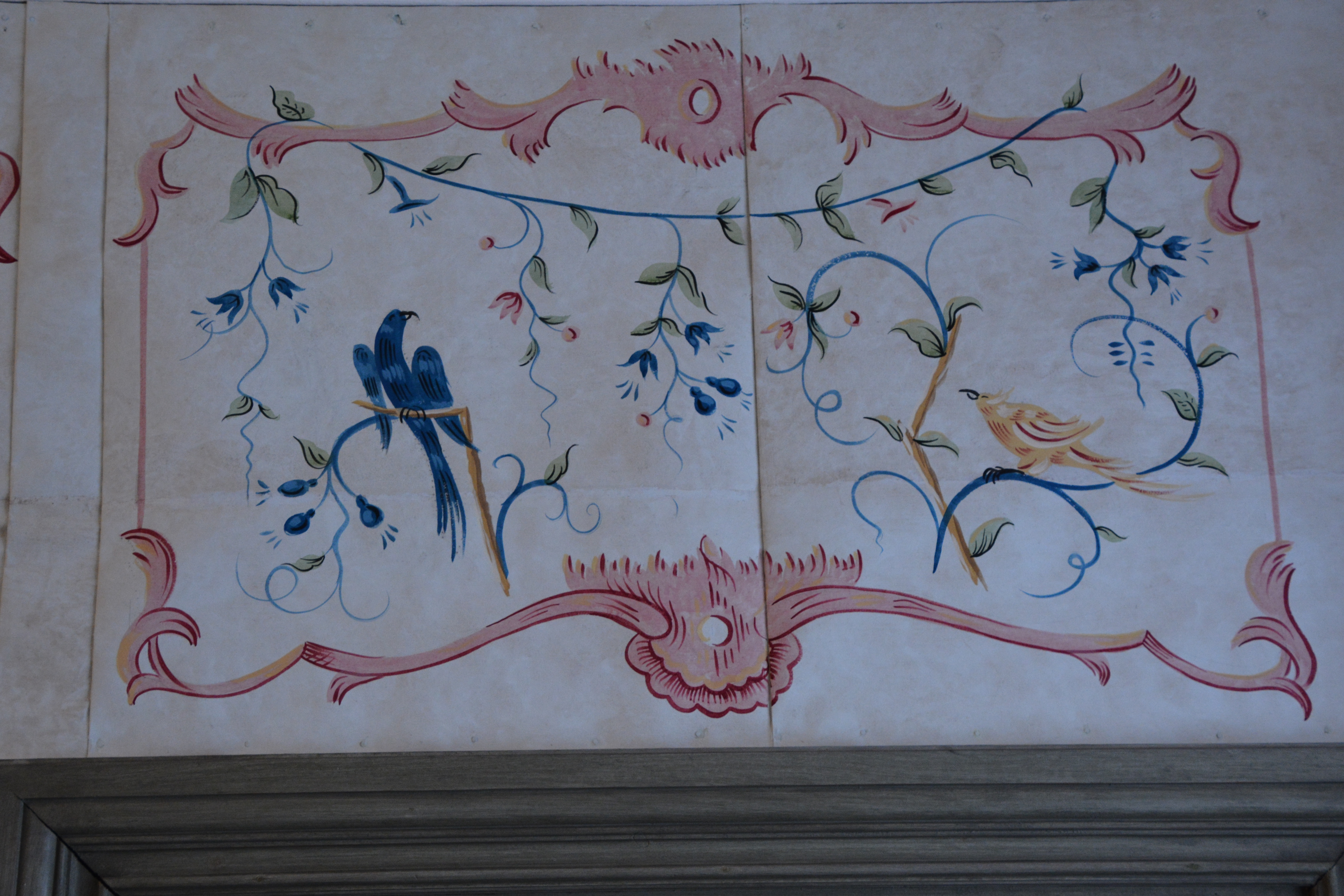
Tapet